# Colin Montgomerie
Pour les articles homonymes, voir Montgomerie.
Colin Montgomerie, né le 23 juin 1963 à Glasgow, est un golfeur écossais.
Surnommé également Monty, ce redoutable compétiteur, au caractère volcanique, est l'un des meilleurs joueurs européens. Classé sept années consécutives premier au classement de l'Ordre du mérite européen entre 1993 et 1999, seul manque à son palmarès un tournoi du Grand Chelem. Il a toutefois obtenu cinq deuxième place, lors des US Open 1994, 1997 et 2006, USPGA 1995 et British Open 2005.
Cette domination du circuit européen lui offre une place dans l'équipe européenne de Ryder Cup. Il est reconnu comme l'un des meilleurs joueurs de l'histoire de la coupe. Il est en effet invaincu en simple en huit participations. Ses 4 points et demi ont énormément contribué à la victoire dans l'édition 2002. Cette victoire est l'une de ses cinq victoires en huit participations. En 2010, en tant que capitaine, il mène l'équipe européenne à la victoire sur le parcours du Celtic Manor au Pays de Galles.
Colin Montgomerie a remporté l'Ordre du mérite européen une huitième fois en 2005.
Il poursuit sa carrière sur le Champions Tour depuis 2013, et a notamment remporté trois majeurs, le Senior PGA Championship par deux fois et l'US Senior Open.

## Jeunesse et carrière amateure
Né en Écosse, élevé en Angleterre dans le Yorkshire, Montgomerie commence le golf au club d'Ilkley, où il rencontre Bill Ferguson qui sera son professeur et son mentor. Son père James Montgomerie, Directeur pour Fox's Biscuit, deviendra le Secrétaire du Royal Troon Golf Club.

## Carrière professionnelle

### Tour Européen
Il passe pro en 1988, et obtient le titre de "meilleur espoir de l'année" (rookie of the year) sur le Tour Européen. Il remporte sa première victoire sur le tour en 1989, à l'Open du Portugal, avec 11 coups d'avance, inaugurant une longue période de succès où sa constance lui permettra de terminer sept fois consécutives en tête de l'Ordre du Mérite du Tour Européen, de 1993 à 1999, et d’amasser 31 victoires sur le Tour, sa dernière victoire sur le Tour Européen au  Smurfit Kappa European Open se produisant en 2007. Il réussit également l'exploit de retrouver à nouveau la tête de l'Ordre du Mérite en 2005, à 42 ans.
Avec 8 Ordres du Mérites (actuel record du plus grand nombre de titres), et 31 victoires (4ème plus grand nombre de victoires derrière Severiano Ballesteros, Bernhard Langer et Tiger Woods), Montgomerie est l'un des meilleurs joueurs européens de cette époque, un succès d'autant plus remarqué que par contraste il ne gagnera jamais sur le PGA Tour, malgré de nombreuses tentatives.

### Tournois Majeurs
La carrière de Montgomerie est marquée par son titre officieux de "Meilleur joueur sans Majeur", à la suite de plusieurs occasions de victoires s'étant soldées par des défaites plus ou moins médiatisées.

#### US Open
C'est à l'US Open, qu'il connaîtra ses meilleurs résultats avec 5 tops 10. Il termine troisième à l'US Open 1992 à Pebble Beach, dans des conditions météorologiques difficiles. En 1994, il échoue en play-off à Oakmont, face à Loren Roberts et au vainqueur, Ernie Els. En 1997, nouvelle déception, après une seconde place, à nouveau derrière Ernie Els.
En 2006, il connait sa défaite peut-être la plus cinglante. En tête à l'entame du dernier trou sur le difficile parcours de Winged Foot, et après avoir réussi un chip miraculeux au trou précédent, il tape un très mauvais second coup malgré une position idéale, ce qui le conduit à un double bogey pour finir un coup derrière Geoff Ogilvy. Ce sera sa dernière opportunité de victoire majeure sur le PGA Tour et le Tour Européen.

#### US PGA
Ses résultats dans le tournoi sont plus mesurés, mais il passe très près de la victoire lorsqu'il s'incline à nouveau en play-off en 1995 face à l'australien Steve Elkington, et ce malgré un dernier tour record de l'écossais en 64 coups.

#### The Open Championship
En tant que ressortissant écossais, Montgomerie a régulièrement été soutenu par le public de l'épreuve, mais à peu souvent été en mesure de jouer pour la victoire. Il occupe la tête du classement lors des deux premiers tours de l'édition 2001, mais recule finalement à la treizième place.
En 2005, sur le parcours de Saint Andrews, malgré le soutien du public, il ne peut revenir à hauteur de Tiger Woods, et finit second, alors qu'il n'avait eu jusque là qu'un seul top 10, en 1994. 

#### The Masters
Ses résultats au Masters d'Augusta National sont peu impressionnants, avec seulement une huitième place comme meilleure position. Le style de jeu de Montgomerie, tout entier fondé sur une trajectoire en fade, a amené plusieurs commentateurs à estimer qu'il était peu adapté au tracé du parcours.  

### Ryder Cup
S'il ne parvient pas à obtenir une victoire majeur, sur la même période, Montgomerie est devenu un joueur reconnu comme l'un des meilleurs en Ryder Cup. Il obtient le plus grand nombre de points lors de l'édition 2002, et rentre le putt victorieux lors de l'édition 2004. il participe à toutes les équipes de 1991 à 2006, et est définitivement considéré comme un des moteurs de l'équipe et un des joueurs les plus solides sous la pression particulière de l'épreuve.
En 2010, il est nommé capitaine de l'équipe Européenne pour la Ryder Cup. Sous sa direction, l'équipe remporte le tournoi pour la sixième fois depuis 1995.  

### Champions Tour et European Senior Tour
En 2013, âgé désormais de 50 ans, il peut participer aux tournois des circuits seniors américains et européens. Il gagne le Travis Perkins plc Senior Masters en Angleterre en septembre 2013. Aux États-Unis, il obtient son premier succès au Senior PGA Championship de 2014,en battant Tom Watson de 4 coups sur le parcours de "The Golf Club at Harbor Shores". C'est sa première victoire dans un tournoi considéré comme majeur. Il confirme moins d'un mois plus tard en battant Gene Sauers en playoff à l'US Senior Open, autre tournoi majeur du circuit senior, à Oak Tree National. Il ajoute une troisième victoire majeure l'année suivante en défendant son titre du Senior PGA Championship au French Lick Resort.  
Il gagne quatre autres tournois sur le Champions Tour au cours des saisons 2016 à 2019.  
Parallèlement, il gagne pour la neuvième fois sur le circuit senior européen en juin 2018 au Shipco Masters.  

## Palmarès

### Circuit Européen
- 1989 Open du Portugal
- 1991 Masters de Scandinavie
- 1993 Open des Pays-Bas, Volvo Masters
- 1994 Open d'Espagne, Murphy's English Open, Open d'Allemagne
- 1995 Open d'Allemagne, Trophée Lancôme
- 1996 Dubai Desert Classic, Open d'Irlande, Omega European Masters
- 1997 European Grand Prix, Open d'Irlande
- 1998 Volvo PGA Championship, One 2 One British Masters, Linde German Masters
- 1999 Benson & Hedges International Open, Volvo PGA Championship, Loch Lomond, Masters de Scandinavie, BMW International Open
- 2000 Open de France, Volvo PGA Championship
- 2001 Open d'Irlande, Masters de Scandinavie
- 2002 Volvo Masters Andalucia
- 2003 Macau Open
- 2004 Caltex Masters
- 2005 Dunhill Links Championship
- 2006 UBS Hong Kong Open
- 2007 Open européen, Coupe du monde de golf

Vainqueur de l'Ordre du mérite européen (classement des gains annuels) en 1993, 1994, 1995, 1996, 1997, 1998, 1999 et 2005.
Montgomerie a également été classé premier du Bonus Pool de 1993 à 1998. Ce Bonus Pool est un prix qui récompense le meilleur joueur régulier du circuit européen. Il a existé de 1988 à 1998.

### Champions Tour
- 2014 Senior PGA Championship

- 2014 U.S. Senior Open

- 2015 Senior PGA Championship

- 2016 Pacific Links Bear Mountain Championship

- 2017 Japan Airlines Championship

- 2017 SAS Championship
- 2019 Invesco QQQ Championship

### Tour Senior Européen (Staysure Tour)
- 2018 The Shipco Masters Promoted by Simon’s Golf Club

- 2015 MCB Tour Championship

- 2015 Travis Perkins Masters

- 2015 US Senior PGA Championship presented by KitchenAid

- 2014 Russian Open Golf Championship (Senior)

- 2014 Travis Perkins Masters

- 2014 U.S. Senior Open

- 2014 US Senior PGA Championship presented by KitchenAid

- 2013 Travis Perkins plc Senior Masters

### Ryder Cup
- participation en 1991 1993 1995 1997 1999 2002 2004 et 2006
- Victoire en 1995 1997 2002 2004 et 2006
- Vainqueur de la Ryder Cup 2010 en tant que capitaine

### Autres victoires
- 1996 Million Dollar Challenge
- 1997 Andersen Consulting World Championship of Golf, Trophée Hassan II
- 1999 Cisco World Match Play Championship
- 2000 Skins Game
- 2001 Ericsson Masters
- 2002 TCL Classic
- 2003 Macau Open

### Amateurs
- 1985 championnat écossais de Stroke Play
- 1987 championnat écossais amateur